# Menas de Niciu
Menas (também chamado de Minas, Mina, Mena ou Mennas), taumaturgo e mártir, foi um dos mais famosos santos egípcios, tanto no oriente quanto no ocidente, principalmente por conta dos milagres que são atribuídos à sua intercessão e às suas preces. Embora Menas seja reconhecido como um santo menor na Igreja Ortodoxa e nas igrejas ocidentais, é considerado provável por muitos historiadores que ele seja celebrado nestas igrejas sob o nome de São Cristóvão ("Portador de Cristo"), uma vez que uma das lendas associadas à Menas mostra-o, como Cristóvão, carregando o menino Jesus.

## Etimologia
"Mēna" era o seu nome original. De acordo com a história, sua mãe o chamou assim por ter ouvido uma voz dizendo amēn. "Minas" (Μηνας) é como ele ficou conhecido em grego, enquanto que em árabe, ele é conhecido como "Mīna" (مينا‎‎).

## Vida e martírio

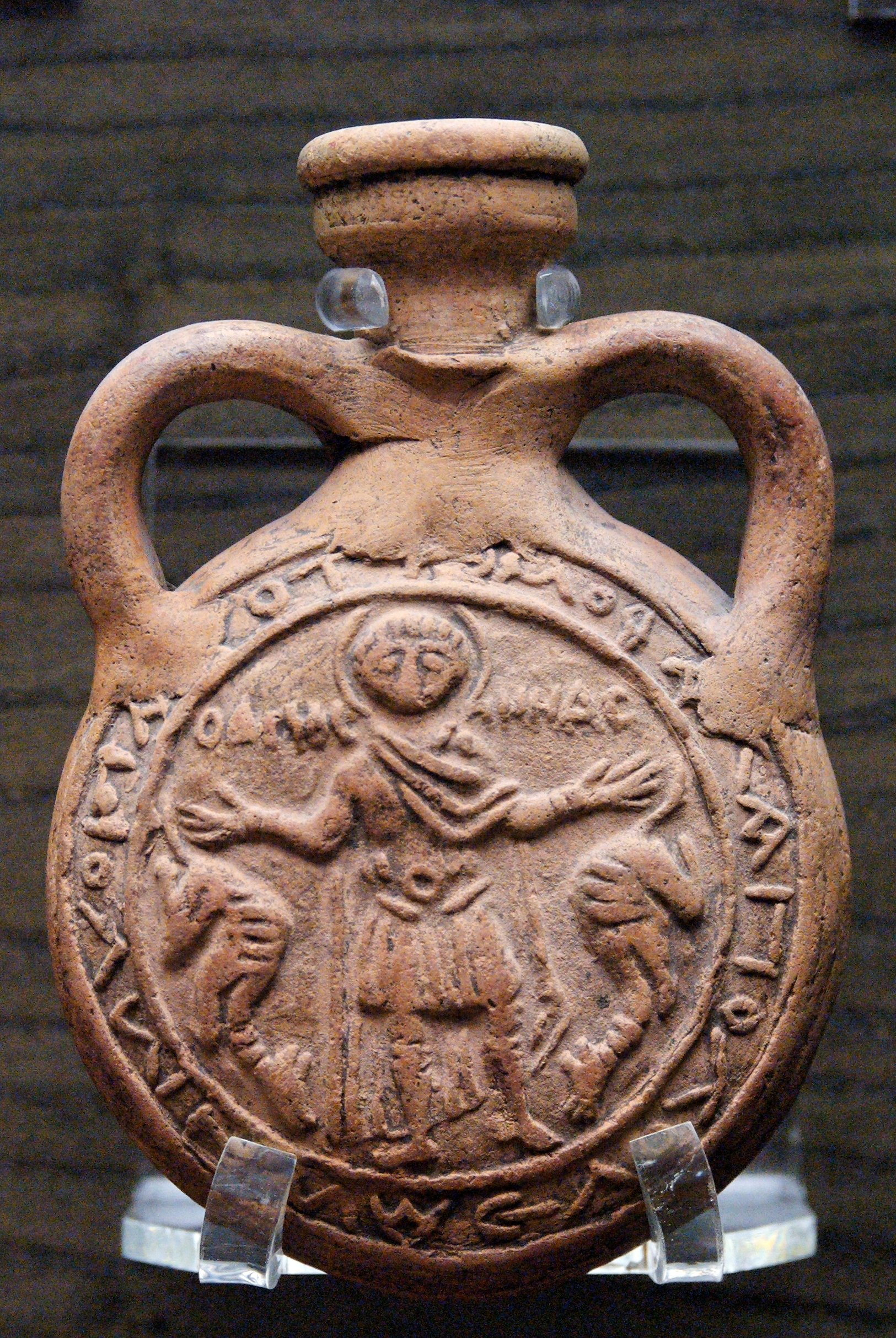
Frasco peregrino representando São Menas com dois camelos. Da área de Alexandria, Egito

Menas nasceu na província romana do Egito em 285, na cidade de Niciu (Nakiyos ou Nikiu), nas proximidades de Mênfis. Seus pais, Eudóxio e Eufêmia, eram cristãos ascetas que viveram sem filhos por um longo tempo. Na festa da Virgem Maria, Eufêmia estava rezando em frente a um ícone de Santa Maria aos prantos pedindo à Deus a dádiva de um filho. Um som saiu do ícone dizendo "Amém". Poucos meses depois, Eufêmia deu à luz um menino e o chamou de Menas.
Eudoxios era o governador de uma das divisões administrativas do Egito e morreu quando Menas tinha apenas quatorze anos. Aos quinze, ele se juntou ao exército romano e recebeu uma alta patente por causa da reputação de seu falecido pai, ficando lotado na Argélia. Três anos depois ele deixou o exército para se dedicar à vida religiosa e, assim, partiu para o deserto para viver uma vida solitária.
Após passar cinco anos como eremita, Menas recebeu uma visão que lhe mostrou anjos coroando os mártires com coroas de glória e desejou se juntar a eles. Pensando sobre o tema, ele ouviu uma voz que lhe disse: "Abençoado seja, Menas, pois fostes chamado para a vida piedosa desde a infância. Tu receberás as três coroas imortais; uma por teu celibato, outra por teu ascetismo e uma terceira por seu martírio." Menas em seguida correu até o governador e declarou a sua fé no cristianismo. Ele sofreu inúmeras torturas e sofrimentos, mas suportou-as com abnegação, o que terminou por atrair muitos pagãos não somente à fé cristã, mas também para o martírio.

## Relíquias

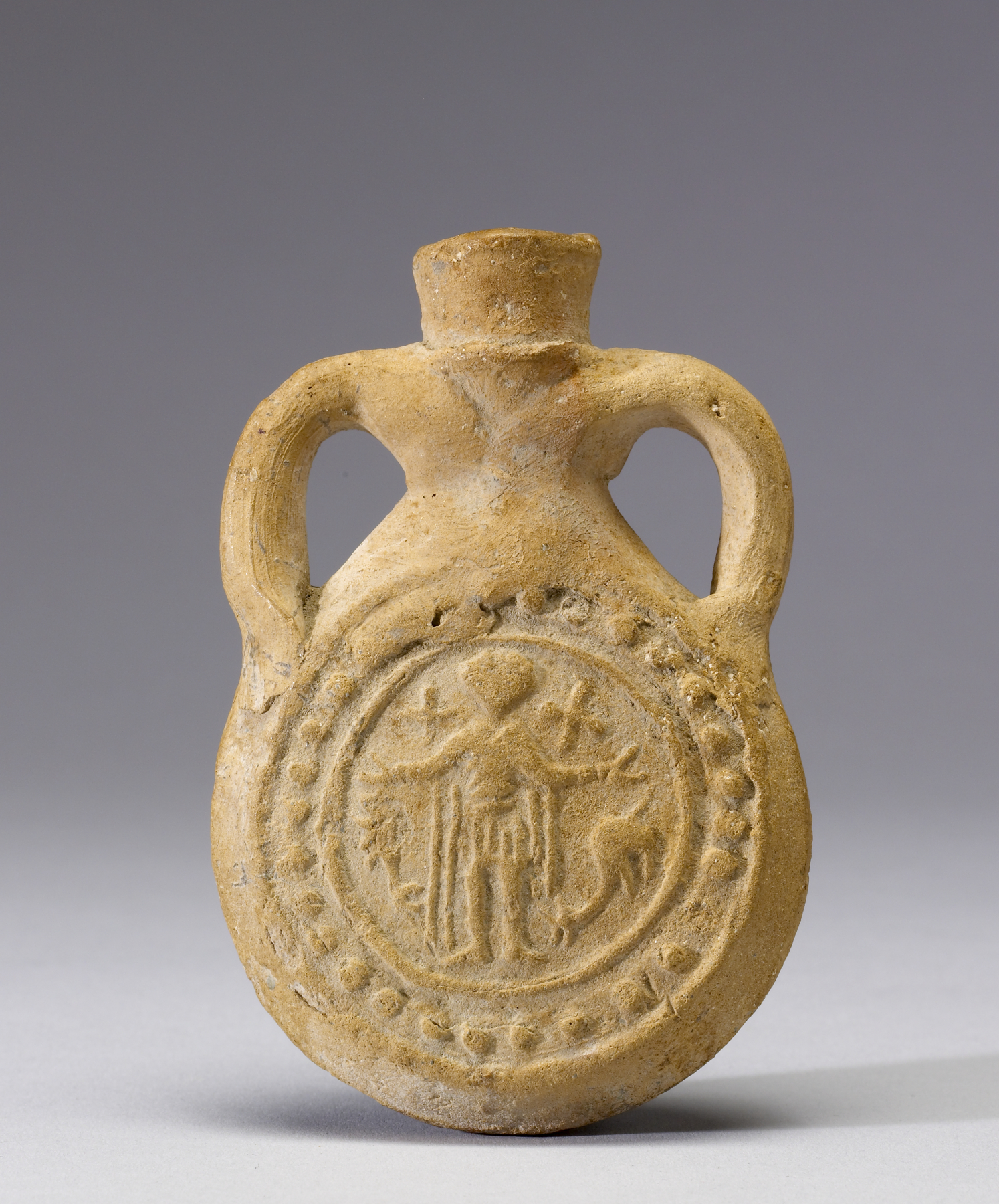
Garrafinha de São Menas.

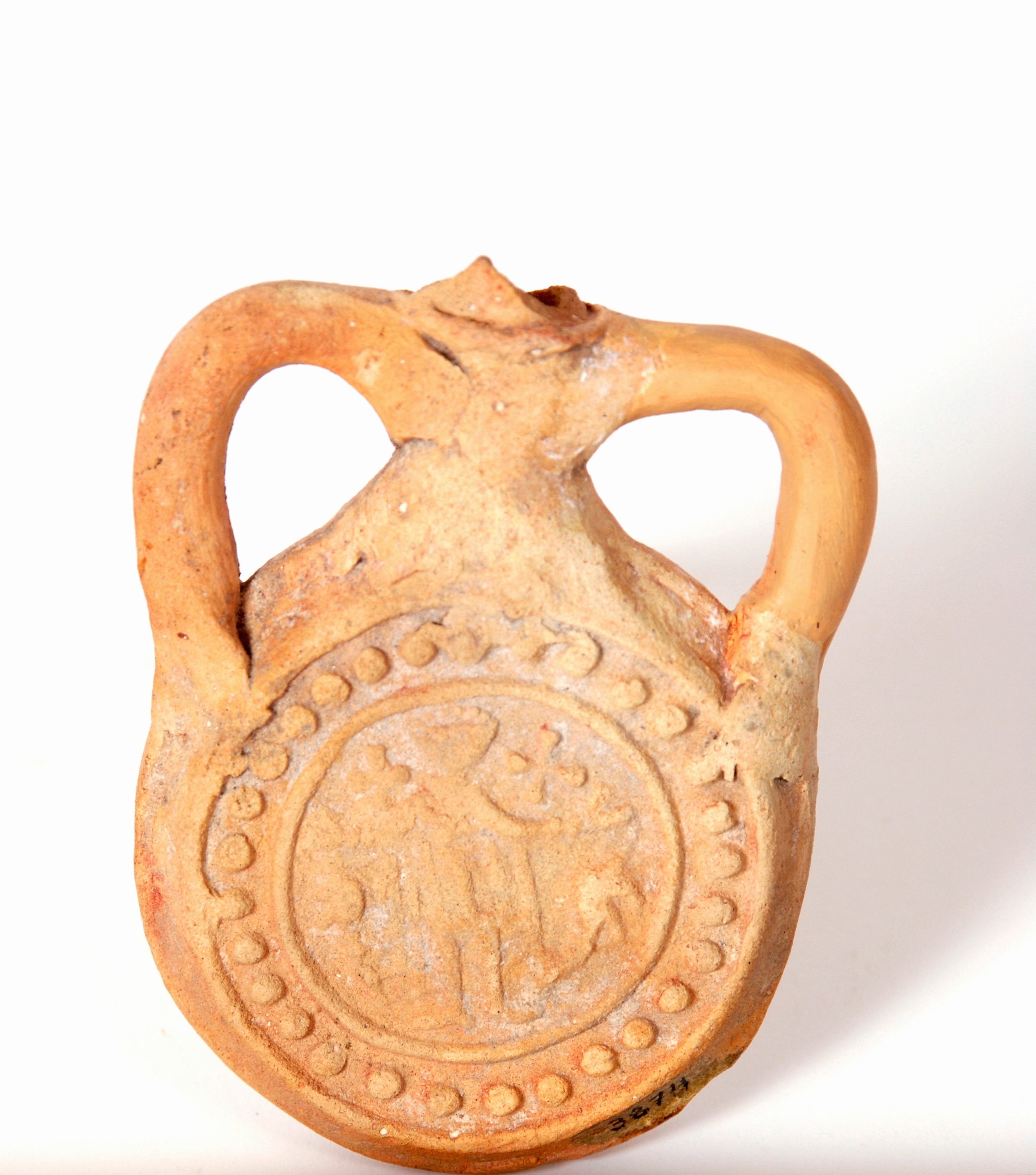
São Menas do tipo de ânfora, circular muito plana, boca exvasada e duas alças. Argila amarelada era cristã. Preservado na Biblioteca Museu Víctor Balaguer, Vilanova i la Geltrú.

Os soldados que executaram Menas atearam fogo ao seu corpo por três dias, mas não conseguiram macular o corpo. A irmã de Menas então subornou os soldados e conseguiu levá-lo embora. Ela embarcou num navio em direção a Alexandria, onde depositou o corpo numa igreja.
Quando a perseguição aos cristãos terminou, durante o papado de Atanásio de Alexandria, um anjo apareceu ao papa e ordenou-lhe que carregasse o corpo de Menas num Camelo e fosse até o Deserto Ocidental. Em um certo ponto do caminho, junto a um poço no fim do Lago Mariout, perto de Alexandria, o camelo parou e ninguém foi capaz de movê-lo. Isto foi tomado como um sinal de Deus e o corpo de Menas foi enterrado ali.
Os berberes da Pentápole se insurgiram contra as cidades à volta de Alexandria. Conforme a população se preparava para enfrentá-los, o governador romano decidiu trazer secretamente o corpo de São Menas com ele para protegê-lo. Através das bençãos do santo, o governador venceu a luta e retornou vitorioso. Porém, ele resolveu não devolver o corpo do santo ao seu lugar de descanso e quis levá-lo para Alexandria. No caminho, ele passou pelo Lago Mariute no mesmo ponto onde o corpo fora originalmente enterrado e, novamente, o camelo arriou e não mais se movia. O corpo foi trocado de camelo e este também se recusou a se mover. O governador finalmente percebeu que não teria sucesso e que este era o desejo de Deus.
No início do século V, a localização do corpo já havia sido esquecida. Anos depois, um pastor estava alimentando seu rebanho próximo ao local e uma ovelha doente se prostrou no solo. Conforme ela lutava para se levantar, sua ferida se curou. A história se espalhou rapidamente e multidões de doentes foram ao local onde qualquer doente que se deitasse no solo, era curado. Nesta época, a lendária filha do imperador bizantino Zenão estava acometida de lepra. Seus conselheiros lhe sugeriram que fosse até lá, o que ela fez. À noite, São Menas apareceu para a garota e disse-lhe que seu corpo estava enterrado ali. Na manhã seguinte, a filha de Zenão estava curada e ela relatou aos seus servos a visão que tinha tido do santo.
Zenão imediatamente ordenou que o corpo de Menas fosse escavado e que uma catedral fosse construída no local. Uma grande cidade também surgiu ali e foi batizada em honra ao santo. Doentes de todo o mundo cristão costumavam visitar a cidade e eram curados pela intercessão de São Menas, que então ficou conhecido como "Taumaturgo" ("Fazedor de milagres"). Em tempos modernos, numerosos "frascos de menas", pequenas garrafinhas de argila para água ou óleo com o nome e a figura do santo gravadas, podem ser encontradas por arqueólogos em diversos países do mundo Mediterrâneo, como em Heidelberg, na Alemanha; Milão, na Itália; na região da Dalmácia, na Croácia; Marselha, na França; Dongola, no Sudão; Meols (Cheshire), na Inglaterra e na cidade de Jerusalém, além da Turquia e da Eritreia. Peregrinos compravam estas garrafinhas e as levavam aos parentes em casa.

## O Novo Mosteiro e a Catedral de São Menas
Tão logo o papa Cirilo VI de Alexandria se tornou papa e patriarca no Trono de São Marcos em 1959, ele iniciou as obras de um grande mosteiro nas redondezas da antiga cidade. Hoje, o Mosteiro de São Menas é um dos mais famosos mosteiros do Egito. As relíquias de São Menas, assim como as do papa, estão ali. A Catedral de São Menas foi destruída durante as invasões árabes do século VIII.

## Santo militar
Menas é por vezes chamado de "Menas, o Soldado" e é venerado como um santo militar.